# Bredevoort
Bredevoort – miasto we wschodniej Holandii (prowincja Geldria). Liczy ok. 2 tys. mieszkańców (2008).

## Historia
Nazwa Bredevoort pojawia się pierwszy raz na liście miejsc należących do arcybiskupa Kolonii z roku 1188, który miał udziały zamku w Bredevoort. Kiedy hrabia Steinfurt spróbował sprzedać jego udziały w zamku biskupowi z Munster i hrabia Loon próbował sprzedać jego udziały hrabiemu Gelderland, powstał konflikt pomiędzy biskupem a hrabią Gelderland. Walka trwała prawie dwa stulecia.

## Zwiedzanie
- kościół św. Jerzego, późnogotycki kościół z ambona w stylu rokoko z 1672
- Kościół św. Gregory
- Młyn Prince Orange
- pozostałości bramy miasta z XVII wieku